# Tantra de kalachakra

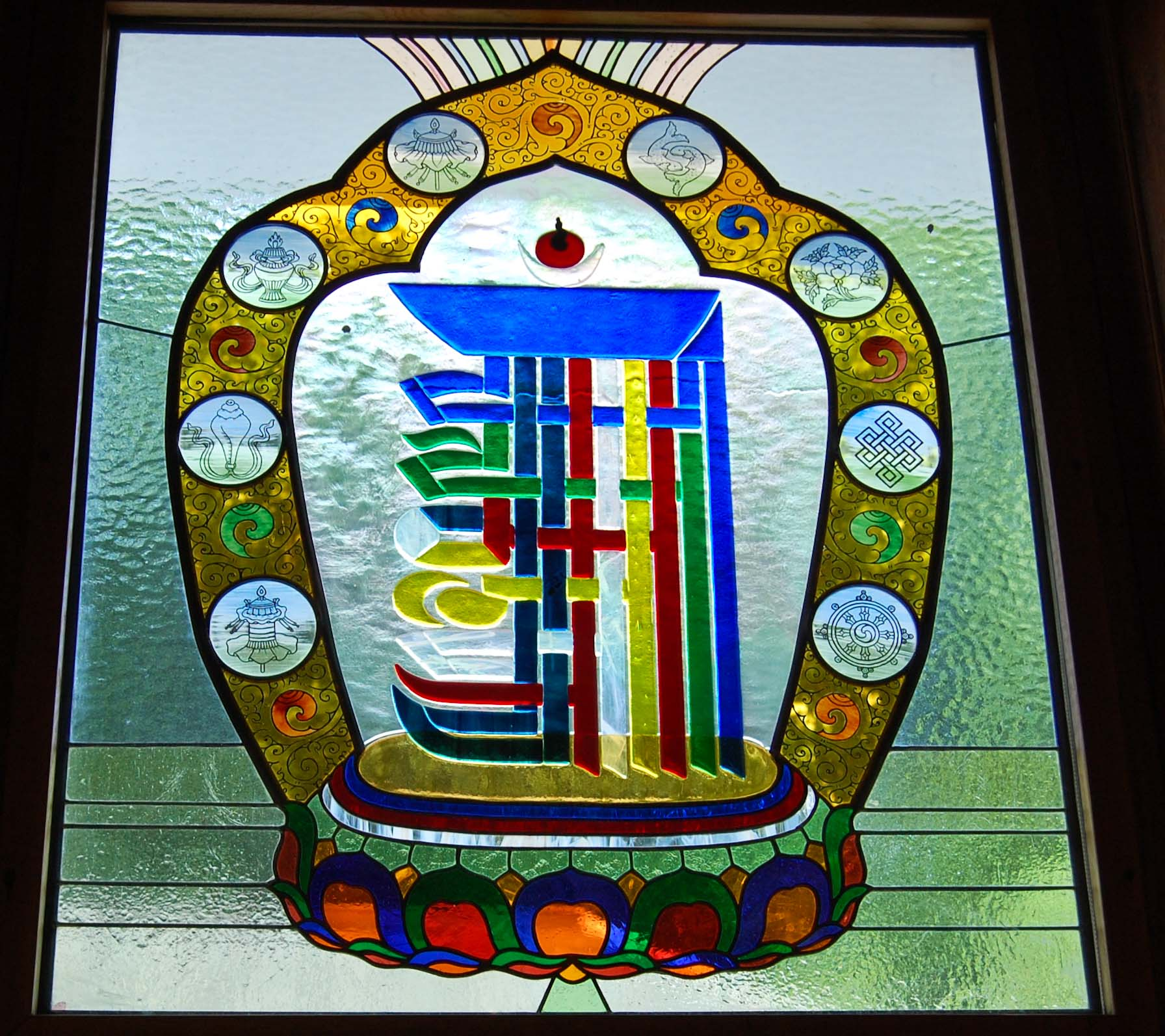
Symbole tibétain de Kalachakra en vitrail, Samye Ling.

Le tantra de kalachakra (sanskrit : कालचक्र ; IAST : Kālacakra, signifiant la roue du temps (du sanskrit chakra signifiant roue et kala signifiant temps ou noir)  ; télougou : కాలచక్ర : tibétain : དུས་ཀྱི་འཁོར་ལོ།, Wylie : dus-kyi 'khor-lo) est, avec son commentaire Vimalaprabhā (en) (sk. « lumière immaculée », tib. dri-med ‘od), le principal support de l’enseignement kalachakra du bouddhisme tibétain. Kalachakra signifie cycle temporel, ou la roue du temps. C’est un texte particulièrement important dans la tradition gelugpa, connu également auparavant chez les sakyapa et les kagyupa ; le kalachakra était l’enseignement tantrique principal de l'école jonang. Il appartient à la classe la plus élevée des anuttarayoga tantra.
Ce texte, introduit au royaume de Gugé au XIe siècle (pendant l'ère de la fragmentation de l'Empire du Tibet), se détache des autres tantras de sa classe par un langage assez clair et le recours fréquent à des termes ou notions hindous (puranas, sankhya) ou jaïns. La tradition prétend d’ailleurs que lorsqu’il fut présenté à Nalanda, il ne fut pas immédiatement accepté comme bouddhiste et qu'au Tibet même, Rendawa Shyönnu Lodrö, maître de Tsongkhapa, exprima des réserves.
Le tantra et son commentaire sont la source première du mythe de Shambhala, royaume idéal que seuls certains peuvent atteindre. On y relate, entre autres, comment un roi de Shambhala apparaîtra dans le monde pour combattre les barbares et établir un âge d’or. Le corpus kalachakra a donc fait l’objet, parallèlement à son usage de guide de yoga, d’interprétations millénaristes, voire occulto-politiques en dehors du monde bouddhiste.
Le tantra a exercé une grande influence sur la cosmologie et le calendrier tibétains.
La tradition du kalachakra tourne autour des concepts du temps et des cycles : du cycle des planètes, du cycle respiratoire, et du contrôle des énergies les plus subtiles qui sont dans le corps de chacun afin d'atteindre l'illumination. Son texte principal est le tantra de kalachakra.
La déité du kalachakra représente un bouddha et son omniscience. Tout est sous l'influence du temps, et lui est le temps donc sait tout. De même, la roue (du temps) n'a ni début ni fin.

## Histoire et origine

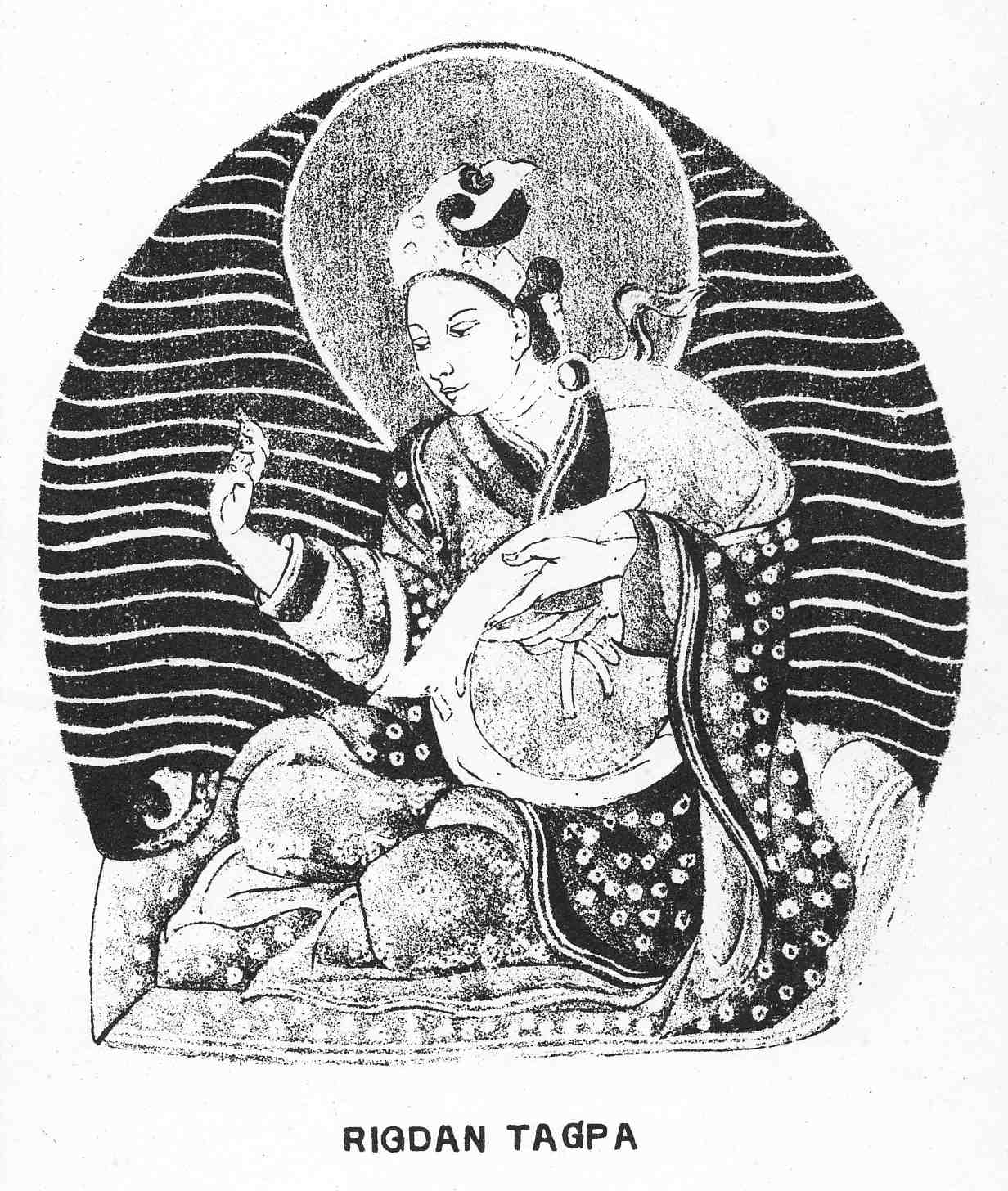
Rigdan Tagpa ou Manjushrí Kírti, roi de Shambhala.

Ce tantra, qui évoque les conflits des rois du mythique Shambhala avec des peuples qui correspondrait aux musulmans. Manjushri Yashas un roi né en -159, et régnant à la Mecque (sanscrit : mleccha, tib. : lalo), sur un peuple adorant le Soleil aurait évoqué une nouvelle religion non-hindoue qui arriverait en ce lieu 800 ans plus tard (correspondant à l'apparition de l'islam en 624). Il aurait unifié les peuples de son royaume sous une caste vajra (caste de diamant). IXe siècle et aurait été transmis aux tibétains au XIe siècle par des disciples directs ou indirects de Naropa : le Cachemiri Somanatha, à l’origine de la lignée Dro, et Samantashri, à l’origine de la lignée Ra. La tradition fait aussi d’Atisha un maillon de la transmission du kalachakra.
La tradition considère que la version actuelle est un abrégé du tantra d’origine, transmis au roi Suchandra (en) de Shambhala sous la forme d’un mandala en volume par Shakyamuni ayant pris la forme de la déité Kalachkra. Cette initiation aurait eu lieu au stupa Shri Dhyanakataka près d’Amaravati, jadis un centre bouddhiste important, au même moment où le Bouddha, dédoublé, donnait le sermon du mont des Vautours dans lequel la tradition zen voit son origine. Le roi aurait couché l’enseignement sous la forme d’un texte (mulatantra ou paramadibuddhatantra) de 12 000 vers et rédigé un commentaire de 60 000 vers. Le tantra aurait ensuite été conservé à Shambhala exclusivement. Plusieurs siècles plus tard, le roi Manjusri-Yashas (Manjusrikirti) aurait rédigé le tantra actuel ou laghutantra (tib. bsDus-rgyud), ne contenant qu’un quart de l’original. Son fils Pundarika aurait rédigé le commentaire vimalaprabha.
Les deux textes seraient apparus en Inde au Xe siècle grâce à un sage qui, ayant entendu parler de sa réputation, serait parti à la recherche de Shambhala. Selon la tradition Ra, il s’agit du pandit Cilu (Chilupa) originaire d’Orissa ; alors qu’il était en chemin dans les montagnes, une émanation de Manjusri (comme peuvent l’être les rois de Shambhala) lui apparut et lui remit les textes. De retour en Inde, il finit par se rendre à Nalanda où il convainquit après un débat Naropa de la valeur du tantra. Pour la tradition Dro, le sage reçut l’enseignement kalachakra de l’émanation du roi Shripala de Shambhala alors qu’il avait entamé la traversée d’un immense désert. Rentré en Inde où il fut nommé Maha Kalachakrapada, il aurait rencontré Naropa, non à Nalanda, mais à Vikramashila. Certains ont suggéré que Chilupa et Maha Kalachakrapada étaient en fait la même personne,.
Somanatha, disciple de Naropa, fut invité au Tibet par le clan Ryo chez qui il traduisit la moitié du Vimalaprabha, mais partit avec son manuscrit après un désaccord. Accueilli par Chung Wa du clan Zhang qui le prit comme gurû, il acheva la traduction du texte avec Shayrabdrak du clan Dro (Dro Lotsawa). Par ailleurs, Ra Choerab, neveu du traducteur Ra Dorjedrak, partit étudier au Népal où il devint disciple de Samantashri, héritier de Naropa par l’intermédiaire de Manjukirti. Il le fit venir au Tibet et traduisit avec lui le tantra et son commentaire.

### Diffusion au Tibet

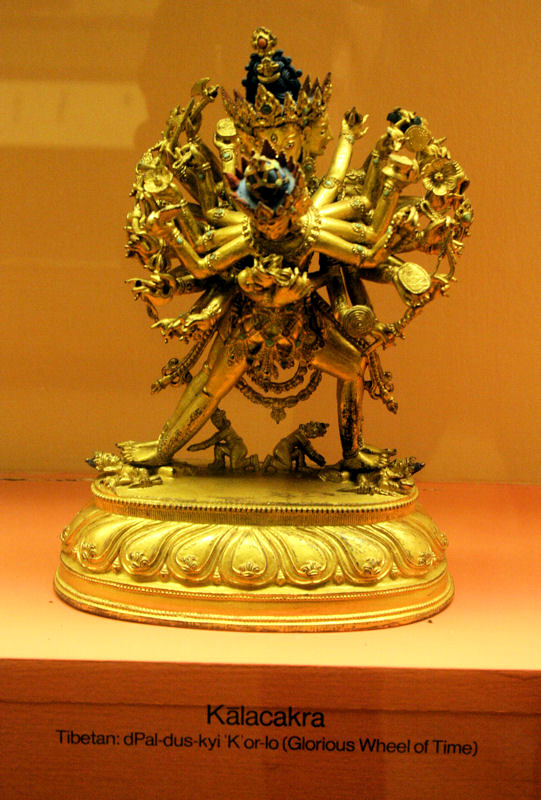
Statue de kalachakra au museum d'histoire naturelle de New York.

## La pratique du kalachakra dans les écoles du bouddhisme tibétain

### Gelugpa

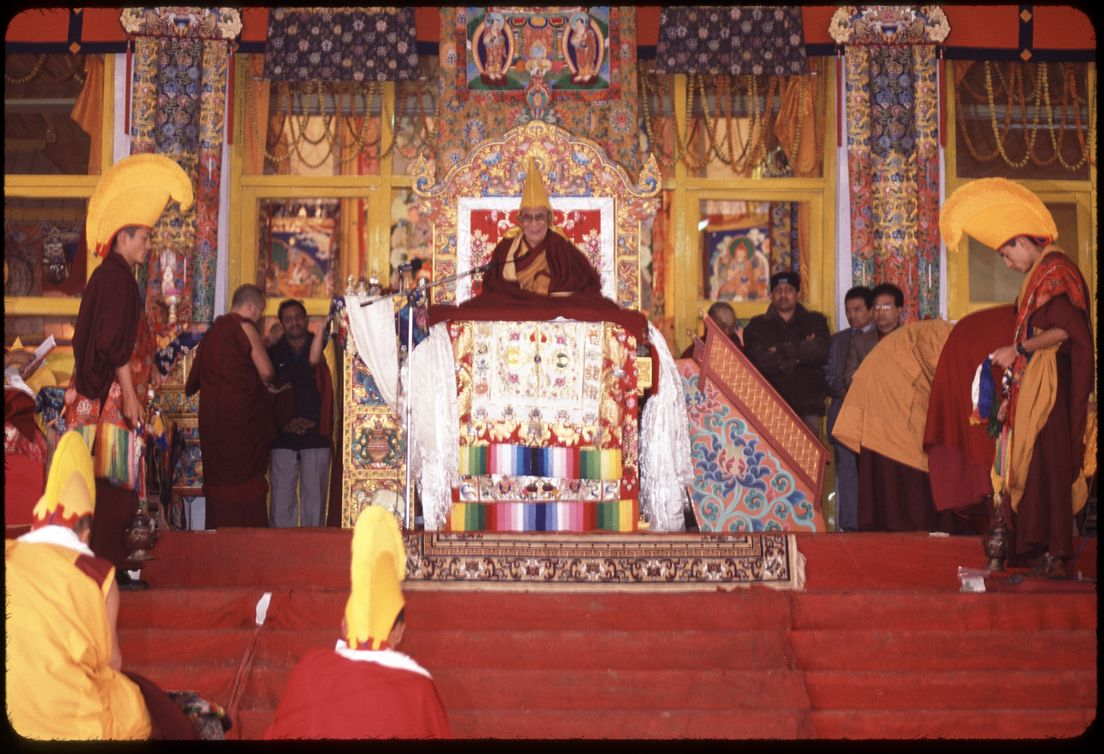
Le 14e dalaï-lama à Bodhgayâ en Inde en 2003 conférant l'enseignement du kalachakra.

Les moines Gelugpa du monastère de Namgyal, temple personnel du  dalaï-lama, se sont spécialisés dans la pratique du rituel de Kalachakra depuis le XVIIe siècle.

### Kagyu

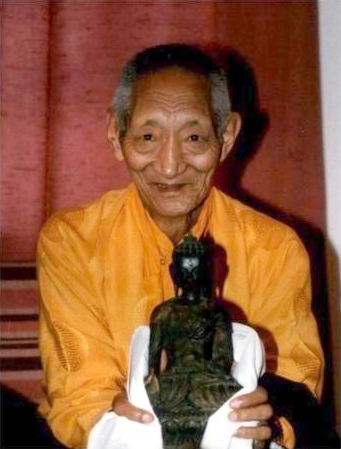
Kalou Rinpoché en 1987 à la Congrégation Kagyu Rintchen Tcheu Ling à Montpellier.

## Contenu

### Yoga
Le tantra et son commentaire sont divisés en trois parties (externe, interne, autre) et cinq chapitres. Les deux premiers chapitres contiennent les enseignements externe et interne : l’astrologie et ses calculs, les cycles du monde et la naissance des univers, les cycles intérieurs du corps qui suivent ceux des planètes, le fonctionnement physique et mental, les corps subtils. Les aspects « autres » sont exposés dans les trois derniers chapitres : le premier, consacrée à l’initiation, a circulé indépendamment en Inde sous le nom de Sekoddesa ; le deuxième, consacré aux stades de génération et complétion, comprend l’explication du mandala, des déités et des six yogas ; le troisième traite du stade d’accomplissement.

### Controverse
Le tantra et le commentaire portent la marque du contexte historique de l’époque de leur rédaction, qui voit l’attaque de territoires bouddhistes et hindouistes par des troupes islamisées. On y mentionne la lutte des rois de Shambhala contre les invasions récurrentes de « barbares » probablement musulmans d’après leur description et la liste de leurs prophètes. D’autres vagues d’invasion sont prophétisées dans le contexte de l’extinction du bouddhisme, ainsi que la victoire finale du roi Raudrachakrin sur les ennemis. Ces luttes sont interprétées comme symbolisant le combat interne contre la colère, l’avidité etc., mais certains estiment que le tantra annonce aussi de réels conflits et donne des indications sur la conduite à tenir. Néanmoins, l’identification des ennemis avec des musulmans ou des abrahamistes est rejetée et on considère qu’il s’agit de conflits contre diverses forces obscurantistes. Le conflit ancien avec le brahmanisme et le système de castes semble aussi évoqué à travers l’histoire du roi Manjusri Yashas qui unifia les quatre castes en un seul clan du vajra et convainquit 35 000 « hérétiques » de recevoir l’initiation kalachakra.
Le contenu prophétique, guerrier et millénariste du texte a aussi inspiré à travers le mythe de Shambhala des interprétations occultes ou mystiques occidentales.
Le tantra place la vie du Bouddha au IXe siècle av. J.-C.